# Нидершерли
Нидершерли (нем. Niederscherli) — населённый пункт в Швейцарии, находится в кантоне Берн. 
Входит в состав округа Берн-Миттельланд. Находится в составе коммуны Кёниц. Население составляет 2273 человека (на 2003 год).